# AEGON International 2016
L'AEGON International 2016 è stato un torneo femminile, su campi in erba all'aperto. È stata la 42ª edizione del torneo. Appartiene alle categorie WTA Premier per quanto riguarda il WTA Tour 2016. Si è tenuto al Devonshire Park Lawn Tennis Club di Eastbourne, in Inghilterra, dal 19 al 25 giugno 2016.

## Partecipanti

### Teste di serie
| Nazionalità | Giocatrice               | Ranking* | Testa di serie |
| ----------- | ------------------------ | -------- | -------------- |
| Polonia     | Agnieszka Radwańska      | 3        | 1              |
| Italia      | Roberta Vinci            | 7        | 2              |
| Svizzera    | Belinda Bencic           | 8        | 3              |
| Svizzera    | Timea Bacsinszky         | 10       | 4              |
| Rep. Ceca   | Petra Kvitová            | 11       | 5              |
| Russia      | Svetlana Kuznecova       | 12       | 6              |
| Australia   | Samantha Stosur          | 14       | 7              |
| Spagna      | Carla Suárez Navarro     | 15       | 8              |
| Stati Uniti | Madison Keys             | 16       | 9              |
| Rep. Ceca   | Karolína Plíšková        | 17       | 10             |
| Regno Unito | Johanna Konta            | 19       | 11             |
| Slovacchia  | Dominika Cibulková       | 21       | 12             |
| Italia      | Sara Errani              | 22       | 13             |
| Russia      | Anastasija Pavljučenkova | 23       | 14             |
| Romania     | Irina-Camelia Begu       | 26       | 15             |
| Rep. Ceca   | Lucie Šafářová           | 28       | 16             |

* Ranking del 13 giugno 2016.

### Altre partecipanti
Le seguenti giocatrici hanno ricevuto una wild card per il tabellone principale:
- Naomi Broady
- Tara Moore

Le seguenti giocatrici sono passate dalle qualificazioni:

- Kateryna Bondarenko
- Madison Brengle
- Polona Hercog
- Ana Konjuh
- Varvara Lepchenko
- Mirjana Lučić-Baroni
- Mónica Puig
- Alison Van Uytvanck

Le seguenti giocatrici sono entrate in tabellone come lucky loser:
- Denisa Allertová
- Anett Kontaveit
- Zhang Shuai
- Zheng Saisai

## Campionesse

### Singolare
Dominika Cibulková ha sconfitto in finale  Karolína Plíšková con il punteggio di 7-5, 6-3.
- È il sesto titolo in carriera per Cibulková, secondo della stagione.

### Doppio
Darija Jurak /  Anastasija Rodionova hanno sconfitto in finale  Chan Hao-ching /  Chan Yung-jan con il punteggio di 5-7, 7–6(4), [10-6].